# Шешет
Рав Шешет (ивр. רב ששת‎) — амора второго-третьего поколения амораев, живший в Персии.
Его основными оппонентами были рав Нахман и рав Хисда. Его выдающимся учеником был амора Рава. Рав Шешет обладал феноменальной памятью и был известен как знаток барайты (положений устного закона не вошедших в записанную мишну).
Известно из талмуда, что рав Шешет потерял зрение, но неизвестно точно когда это произошло. Тем не менее он не утратил своей активности законоучителя. Рав Шешет зарабатывал торговлей одеждой и был обеспеченным человеком. Кроме того, он был вхож в дом главы диаспоры (ивр. ריש גלותא‎).
У рава Шешета была одна дочь и несколько внуков.

## Высказывания
- «Ответчик, признающий в суде часть долга и при этом немедленно возвращающий истцу искомую часть, не обязан давать клятву относительно непризнанной части долга».

## Постановления
При выводе практической галахи в области обязанностей человека перед Всевышним, следуют мнению рава Шешет там, где оно расходится с мнением рава Нахмана.